# Virtualno izvajalsko okolje
V računalništvu je virtualno izvajalsko okolje (angleško "virtual machine - VM"), tudi virtualni računalnik ali VM emulacija določenega računalniškega sistema. VM deluje na osnovi računalniške arhitekture in funkcij dejanskega ali hipotetičnega računalnika. Izvedba VM lahko vključuje specializirano strojno ali programsko opremo ali kombinacijo obeh.
Obstajajo različne oblike virtualnih računalnikov. Sistemski virtualni računalniki so popoln nadomestek dejanskega ciljnega računalniškega sistema (skupaj z emulacijo strojne opreme, operacijskim sistemom in aplikacijami).
Procesni virtualni računalniki, tudi aplikacijski virtualni računalniki ali upravljana izvajalska okolja tečejo kot normalne aplikacije znotraj gostiteljskega operacijskega sistema in podpirajo izvajanje enega procesa. Takšno okolje se tvori, ko proces poženemo, in razgradi, ko se izvajanje procesa konča. Namen je zagotoviti od platforme neodvisno izvajalsko okolje, ki abstrahira - ne upošteva, podrobnosti strojne opreme in ali operacijskega sistema, kjer se program izvaja. 
Ta tip virtualnega okolja je postal popularen s programskim jezikom java, ki uporablja javanski virtualni računalnik. Podoben koncept je vključen v ogrodju .NET, ki vsebuje VM znan pod imenom Common Language Runtime.